# Carmen de Areco (partido)
Carmen de Areco (Partido de Carmen de Areco) is een partido in de Argentijnse provincie Buenos Aires. Het bestuurlijke gebied telt 13.992 inwoners.

## Plaatsen in partido Carmen de Areco
- Carmen de Areco
- Paraje Kenny
- Paraje Tatay
- Pueblo Gouin
- Tres Sargentos